# Battaglia di Torvioll
La battaglia della piana di Torvioll, conosciuta anche come Battaglia della Bassa Dibra, è stato uno scontro armato che ebbe luogo il 29 giugno 1444 tra l'esercito ottomano sotto il comando di Ali Pascià e le forze albanesi guidate da Scanderbeg. È stata una battaglia decisiva durante l'invasione ottomana dell'Albania.

## Antefatti
Durante la Battaglia di Niš del novembre 1443, Scanderbeg maturò la decisione di lasciare l'esercito ottomano, presso cui fino ad allora aveva combattuto, e di abbracciare la causa dell'indipendenza albanese. Pertanto, con 300 albanesi che servivano sotto di lui, si riappropriò di Krujë, sua città natale, e dichiarò decaduta l'autorità del Sultano sull'Albania e su di sé. Stabilito il comando nel castello di Croia, assieme ad altri principi albanesi formò la Lega di Lezha di cui divenne condottiero designato.
Per punire il tradimento del Castriota, il Sultano Murad II decise di annientare la resistenza albanese inviando un esercito contro di lui, guidato da Ali Pascià. Le truppe turche, i cui effettivi si aggiravano attorno alle 25-40 000 unità, lasciata Skopje nel giugno 1444, si diressero verso l'Albania. Scanderbeg, pur consapevole dell'inferiorità numerica del suo esercito, decise di dare la battaglia su una vasta pianura chiamata Shumbat (Torvioll) a nord di Peshkopi. A marce forzate condusse le truppe sul luogo prefissato, precedendo nell'arrivo i turchi, e si attestò presso la valle del Drinu Nera, dove ebbe il tempo di sistemare le sue forze: schierò parte del suo esercito nella valle, e la restante parte nei boschi circostanti, con il compito di colpire il fianco dell'esercito ottomano. Le truppe turche giunsero sul campo di battaglia solo in tarda serata.

## La battaglia

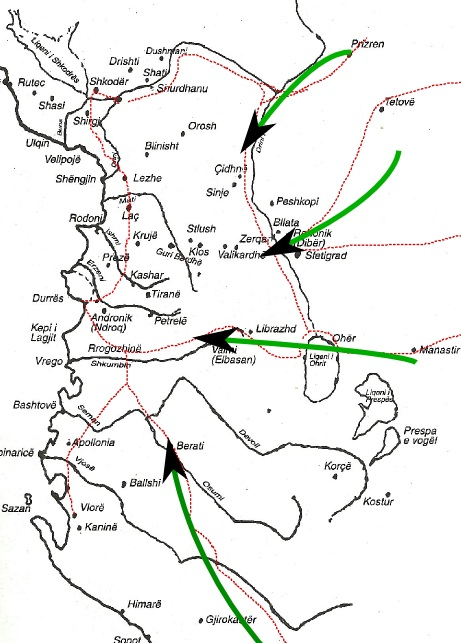
Principali direttrici delle invasioni ottomane dell'Albania

La mattina del 29 giugno Scanderbeg schierò il suo esercito, dotando ciascun gruppo di 3000 uomini. Il lato sinistro dell'esercito, composto da 1500 fanti e altrettanti cavalieri, venne affidato al comando di Tanusha Topia mentre quello destro, con gli stessi effettivi nelle stesse proporzioni, al comando di Moisi Golemi. Il centro era guidato da Scanderbeg stesso e Ajdin Muzak. Destinò inoltre 3 000 alla riserva sotto il comando del Conte d'Urana, e altrettanti ne posizionò nella fitta boscaglia.
Inizialmente lo scontro vide favorire gli ottomani, sotto la cui pressione le forze albanesi iniziarono ad indietreggiare sia nel settore centrale che in quelli laterali, facendo credere ad Ali Pascià di aver messo gli albanesi con le spalle al muro. A questo punto però il Castriota, che precedentemente aveva inviato un corpo di cavalleria in supporto delle prime linee, ordinò il contrattacco. Le ali turche vennero respinte, lasciando esposto il centro dello schieramento, contro cui si riversò quello albanese. Contemporaneamente venne ordinato agli uomini nascosti nella boscaglia di attaccare, cogliendo di spalle le truppe ottomane, che, nonostante tutto continuarono a resistere.
Vista l'inefficacia dell'attacco condotto da Ajdin Muzaka nel centro, Scanderbeg gettò nella mischia anche gli uomini della riserva al comando del Conte d'Urana, che caricarono le truppe ottomane, ormai colte dal panico, decidendo di fatto la battaglia. Gli ottomani, ormai circondati, vennero uccisi a migliaia o catturati. Ali Pascià riuscì tuttavia a fuggire assieme alla guardia personale ed a far ritorno alla corte del Sultano.

## Conseguenze
Le fonti dell'epoca parlano di 120 morti per gli albanesi, con qualche migliaio di feriti, e di 22 000 turchi uccisi e 2000 prigionieri. Storiografi moderni tendono oggi a valutare le perdite dei primi attorno alle 4000, e dei secondi attorno alle 8000.
Il successo del Castriota ebbe grande eco nel mondo cristiano, tant'è che il Papa Eugenio IV pensò di lanciare una nuova crociata contro l'Impero ottomano. Dall'altra parte la sconfitta fu un duro colpo per il Sultano, che, cosciente del pericolo di una nuova crociata, decise di riversare ogni suo sforzo nella sottomissione dell'Albania.